# Callomyia admirabilis
Callomyia admirabilis är en tvåvingeart som beskrevs av Shatalkin 1980. Callomyia admirabilis ingår i släktet Callomyia och familjen svampflugor. Inga underarter finns listade i Catalogue of Life.